# Soraral
De soraral (Porzana carolina) is een vogel uit de familie van de rallen (Rallidae).

## Verspreiding en leefgebied
De soort komt voor van Alaska tot noordelijk Baja California en de zuidelijke Verenigde Staten en overwintert in West-Indië en noordelijk Zuid-Amerika.